# Jerzy Hawranek
Jerzy Piotr Hawranek (ur. 1 września 1942 w Mikulovicach (Czechy)) – polski chemik, dr hab., profesor zwyczajny Wydziału Chemii Uniwersytetu Wrocławskiego.

## Życiorys
W 1964 ukończył studia chemiczne na Uniwersytecie Wrocławskim, tam w 1970 obronił pracę doktorską Polarność i natężenie pasm absorpcyjnych w podczerwieni wiązań wodorowych napisaną pod kierunkiem Lucjana Sobczyka, w 1976 uzyskał stopień doktora habilitowanego na podstawie pracy Wyznaczanie zespolonego współczynnika załamania w funkcji częstości oraz natężeń absolutnych pasm absorpcyjnych w podczerwieni. 14 stycznia 1992 nadano mu tytuł profesora w zakresie nauk chemicznych.
W latach 1983–2012 kierował w Instytucie Chemii UWr. Zakładem Zastosowań ETO w Chemii (od 1988 pod nazwą Zakład ETO), w latach 1992–2013 kierował tamże Zespołem spektroskopii cieczy molekularnych. W latach 1999–2005 był dziekanem Wydziału Chemii UWr.
W 2002 został odznaczony Krzyżem Kawalerskim Orderu Odrodzenia Polski